# 박다솔
박다솔(1996년 1월 21일 ~ )은 대한민국의 유도 선수이다. 2018년 아시안 게임에서 -52kg급 은메달을 획득했다.